# Rex (2015)
El Rex es un barco de pasajeros sueco construido por el astillero Lödöse en 1937, con el nombre Vesta, para la empresa Blidösund Co.
Durante la Segunda Guerra Mundial, fue cedido a las Fuerzas Armadas Suecas entre 1942 y 1945, y posteriormente, retornó al servicio comercial. En 1995, fue cedido a la ciudad de Trollhättan y tres años después, a Noruega. El barco fue comprado por Blidösundsbolaget en 2015, que lo rebautizó como Rex, y desde entonces ha estado en servicio como un barco de línea, operando en la ruta entre Ekerö y Estocolmo. 
En marzo de 2020, fue acondicionado para realizar un servicio híbrido.